# Rio Bettles
O rio Bettles é um curso de água localizado na Região Censitária de Yukon-Koyukuk, no estado do Alasca, Estados Unidos. Suas nascentes situam-se na confluência dos córregos Robert e Phoebe, a partir de onde o rio segue em direção oeste até se juntar ao rio Dietrich, formando o rio Middle Fork Koyukuk.

## Toponímia
O nome do rio foi atribuído em 1899 por garimpeiros da região, em homenagem a Gordon Charles Bettles, integrante da firma Pickarts, Bettles & Pickarts, proprietária de um entreposto comercial em Bergman, no Alasca. O Bureau of Land Management (BLM) autoriza a prática recreativa de garimpagem de ouro em seu leito, embora o potencial aurífero estimado para a área seja considerado baixo.